# Ophiocordyceps sinensis

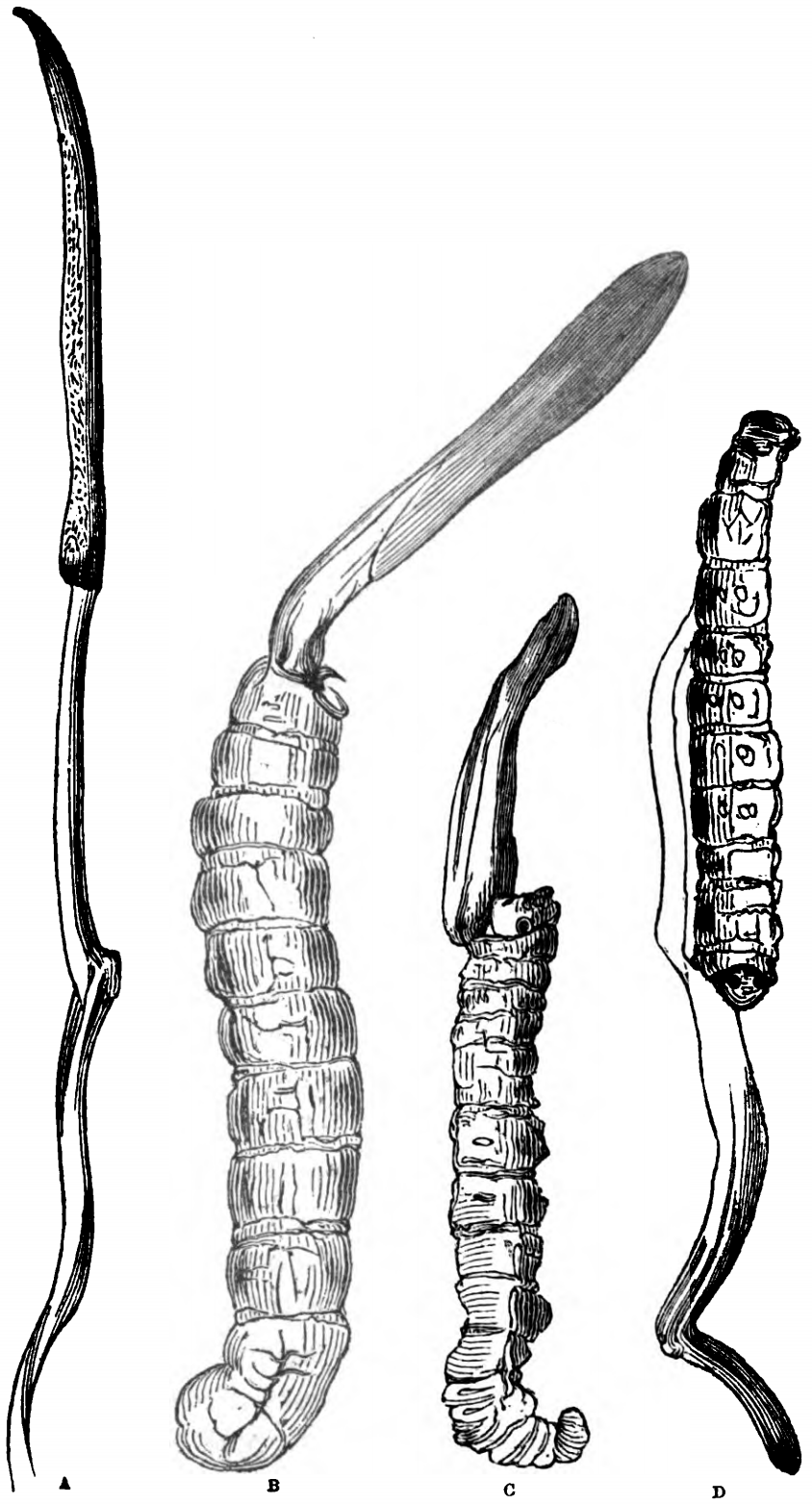

Kordyceps chiński, maczużnik chiński (Ophiocordyceps sinensis (Berk.) G.H. Sung, J.M. Sung, Hywel-Jones & Spatafora) – gatunek grzybów z rodziny Ophiocordycipitaceae, pasożyt.

## Systematyka i nazewnictwo
Pozycja w klasyfikacji według Index Fungorum: Ophiocordyceps, Ophiocordycipitaceae, Hypocreales, Hypocreomycetidae, Sordariomycetes, Pezizomycotina, Ascomycota, Fungi.
Po raz pierwszy opisał go Miles Joseph Berkeley w 1843 roku, nadając mu nazwę Sphaeria sinensis. Obecną nazwę nadali mu G.H. Sung, J.M. Sung, Hywel-Jones i Spatafora w 2007 r./ Niektóre synonimy naukowe:
Ophiocordycipitaceae
- Cordyceps sinensis (Berk.) Sacc. 1878
- Hirsutella sinensis X.J. Liu, Y.L. Guo, Y.X. Yu & W. Zeng 1989
- Paecilomyces hepiali Q.T. Chen & R.Q. Dai ex R.Q. Dai, X.M. Li, A.J. Shao, Shu F. Lin, J.L. Lan, Wei H. Chen & C.Y. Shen 2008
- Paecilomyces hepiali Q.T. Chen & R.Q. Dai 1989
- Scytalidium hepiali C. Lan Li 1988
- Sphaeria sinensis Berk. 1843

Przez jakiś czas zaliczany był do rodzaju Cordyceps (maczużnik) i stąd jego polska nazwa, obecnie już niespójna z nazwą naukową. W Tybecie znany jest pod nazwami yartsa gunbu lub yatsa gunbu. Na świecie znany jest także jako „himalajska viagra”.

## Występowanie i siedlisko
Rośnie w Tybecie na wysokości pomiędzy 3000 i 5000 m n.p.m.
Grzyb mięsożerny, entomopatogeniczny, pasożytujący na larwie ćmy. Powoduje jej śmierć i mumifikację, po czym wytwarza owocnik.

## Zastosowanie
Wyciąg z kordycepsu chińskiego ma zastosowanie jako składnik kosmetyków, ze względu na przypisywane mu tradycyjne właściwości antyoksydacyjne, adaptogenne (wspomagające przystosowanie do zmian) i tonizujące. Wyciąg nie posiada udowodnionych właściwości terapeutycznych, jednak w tradycyjnej medycynie azjatyckiej jest uznawany za składnik wspomagający powrót do równowagi, wzmacniający siły życiowe, korzystnie wpływający na potencję oraz jako afrodyzjak. Właściwości tego składnika rzekomo wywodzą się z faktu, że grzyb pasożytuje na larwach owadów. Interpretowane jest w ten sposób, że w grzybie zawarta jest życiowa energia roślinna oraz życiowa energia zwierzęca, jednak stosowane na skale przemysłową ekstrakty pochodzą z grzybni uprawianej na ziarnach zbóż. Do 2013 roku nie udało się wyhodować tego grzyba poprzez zarażenie larw.